# زحف (خواص المواد)

الزحف أو التَزَحُّف أو الانسيال هو الاستطالة الدائمة التي تحدث في المادة نتيجة التحميل بحمل ثابت لفترة طويلة.
الزحف يحدث في المواد في أي درجة حرارة ولكنه يظهر بصورة أكبر في درجات الحرارة المرتفعة، فمثلا الرصاص يمكن أن تحدث فيه عملية الزحف في درجة حرارة الغرفة، وبالمثل نجد أن زجاج النوافذ يكون سمكه من أسفل أكبر من سمكه في الأعلى وذلك نتيجة الزحف تحت تأثير وزنه وذلك خلال عدة سنوات.

## تجربة قياس الزحف
تجرى هذه التجربة بتعريض عينة لإجهاد شد ثابت عند درجة حرارة معينة ثم نقوم بقياس الانفعال الناتج كل فترة زمنية معينة.
من هذه التجربة نحصل على منحنى به ثلاث مناطق توضح عملية الزحف:

## مراحل
1. المنطقة الأولى: ويحدث بها زيادة كبيرة في الانفعال الناتج.
2. المنطقة الثانية: وفيها الانفعال الناتج يزيد بقيمة صغيرة جدا.
3. المنطقة الثالثة: ويحدث فيها زيادة في الانفعال بقيمة كبيرة حتى تحدث عملية الانهيار.